# Sanktuarium Bożego Miłosierdzia w Gdyni
Sanktuarium Bożego Miłosierdzia – parafialne, modernistyczne sanktuarium w Gdyni z obrazem Miłosierdzia Bożego, znajdujące się w centrum gdyńskiej dzielnicy Śródmieście w sąsiedztwie ulicy Świętojańskiej.
Godność sanktuarium nadał świątyni 4 maja 2019 ks. abp Sławoj Leszek Głódź.
Obok kościoła stoi dzwonnica parawanowa z 14 dzwonami kurantowymi, w tym jednym, zabytkowym dzwonem bujanym.

## Galeria

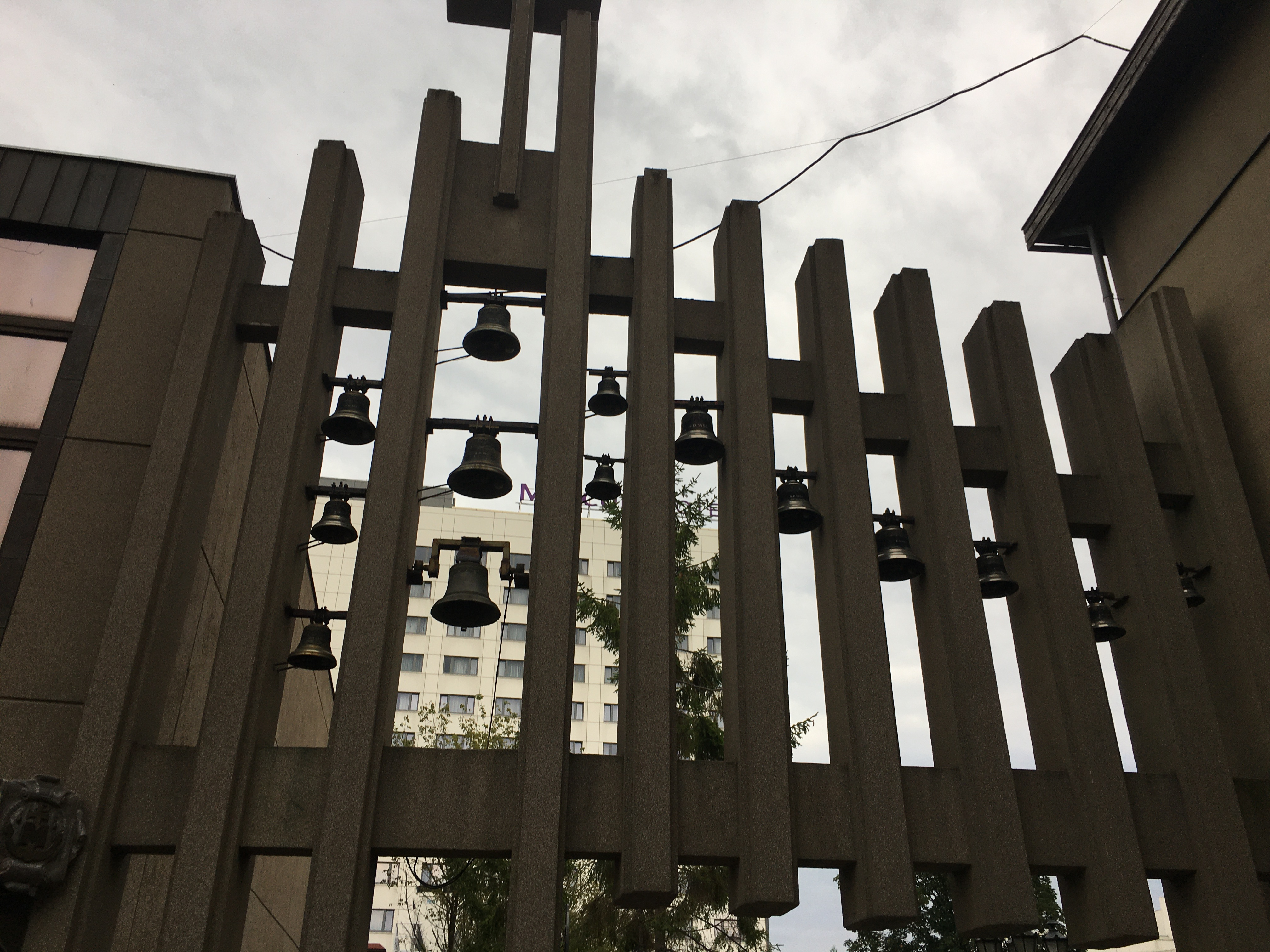
Dzwonnica
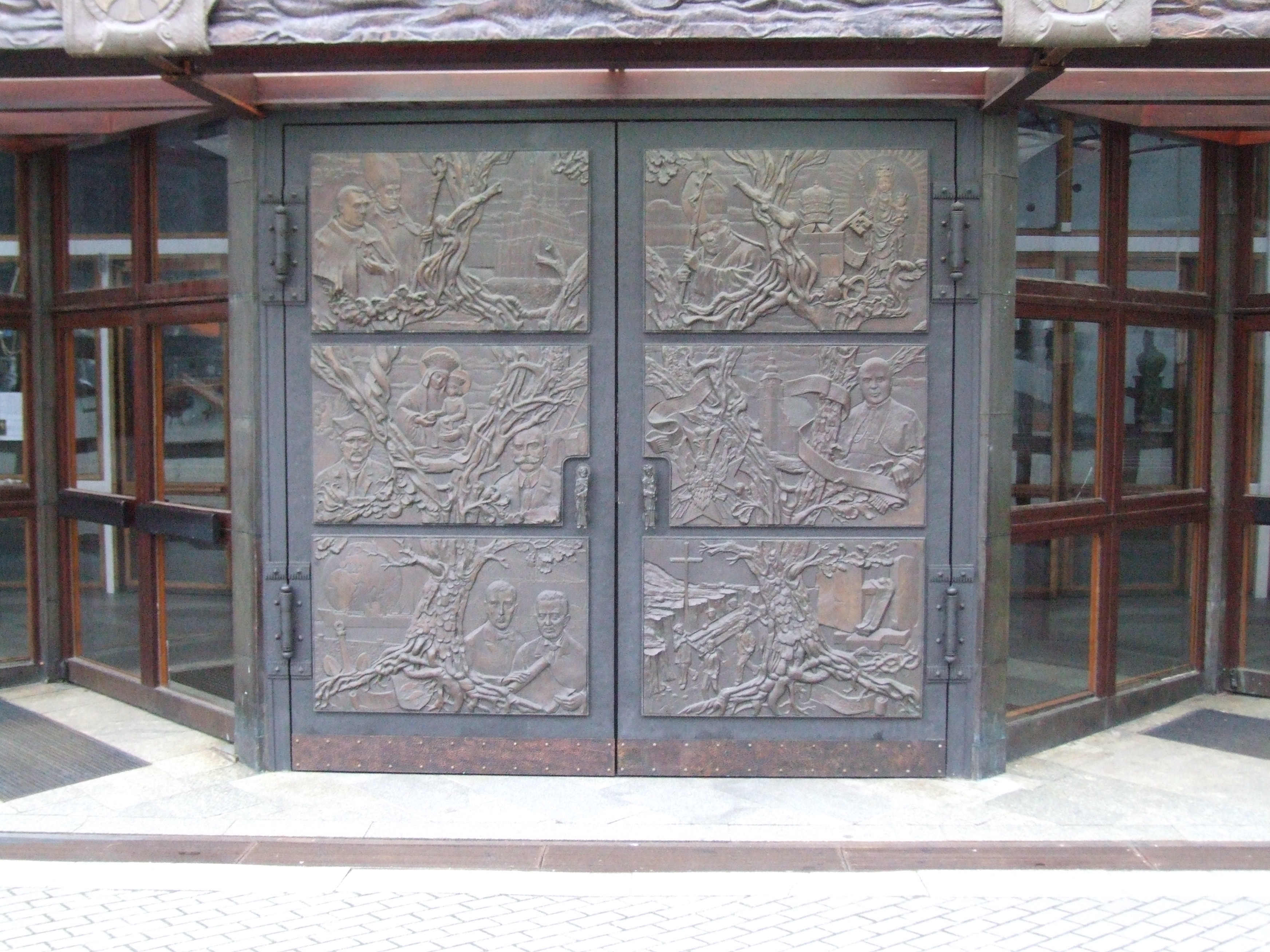
Wejście główne
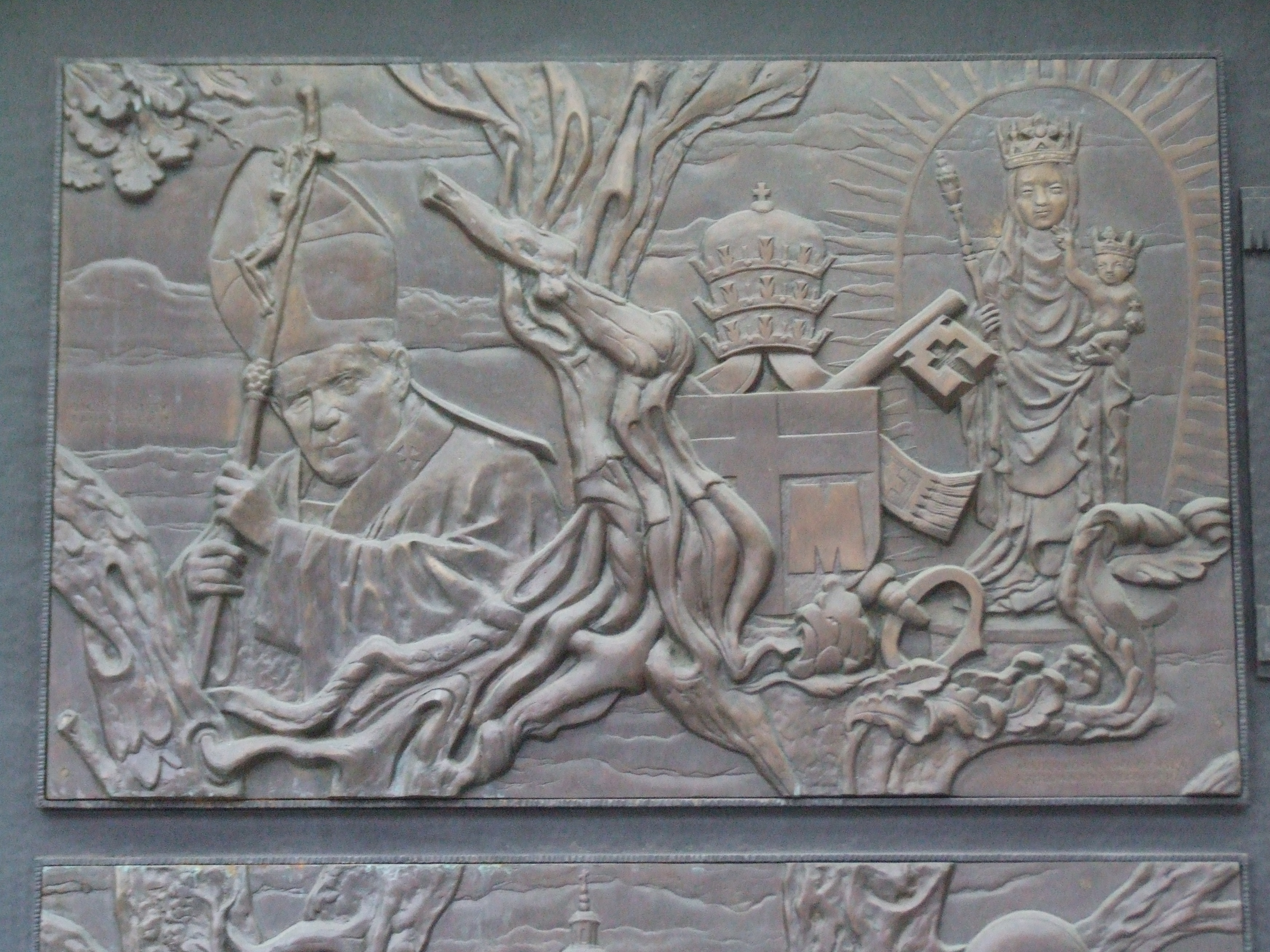
Wizerunek Maryi Panny i Jana Pawła II na drzwiach
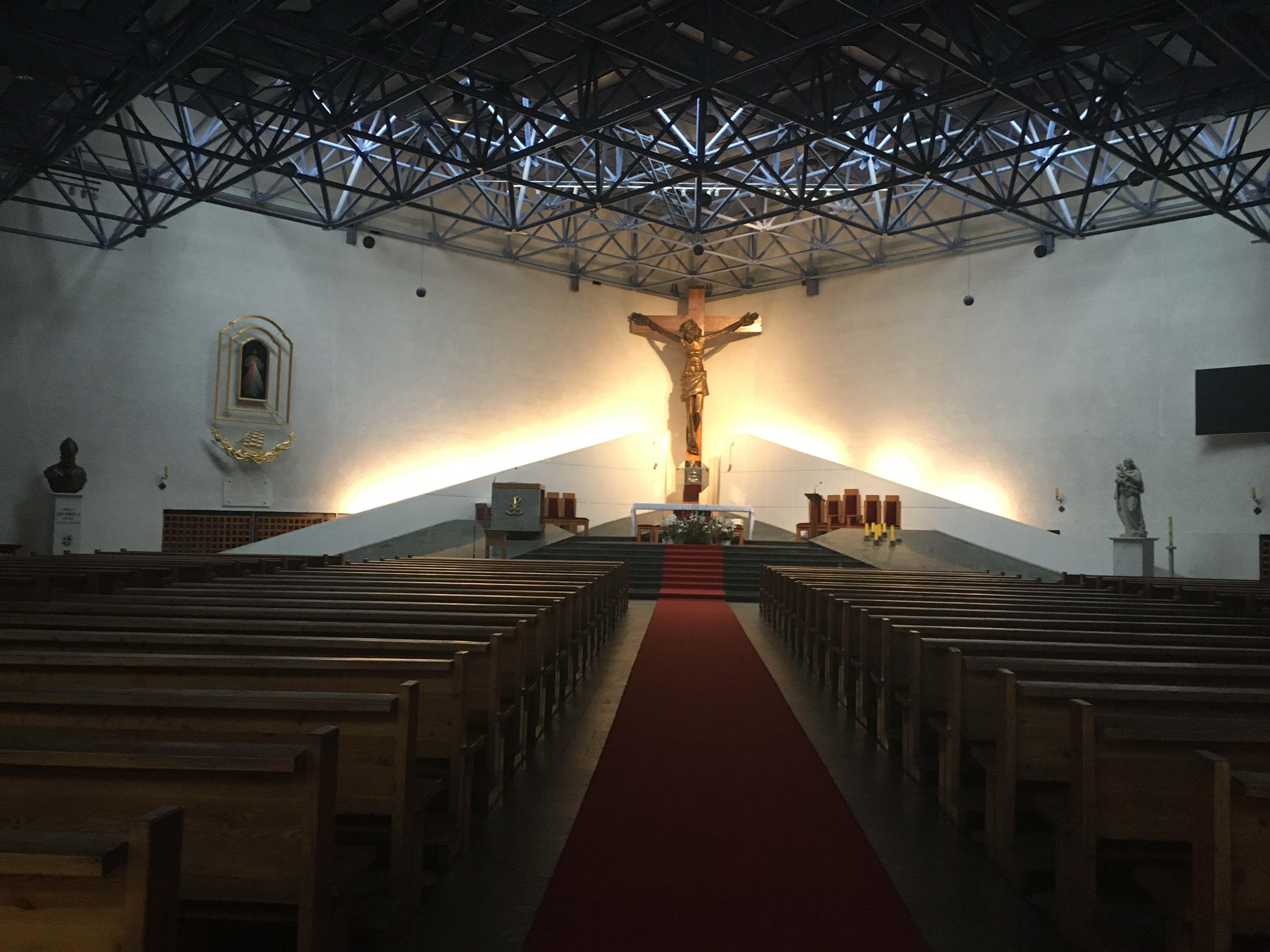
Wnętrze